# Tercera Asamblea de ETA
La Tercera Asamblea de ETA fue una reunión de militantes de la organización armada e independentista vasca Euskadi Ta Askatasuna en la localidad francesa de Bayona entre abril y mayo de 1964. Se caracterizó por adoptar una línea tercermundista que equiparaba al País Vasco con una colonia y a España y Francia con potencias colonizadoras. Esta línea estuvo muy influida por la reciente publicación del libro Vasconia, de Federico Krutwig, cuyas ideas fueron aceptadas por Julen Madariaga en su ponencia «La insurrección en Euskadi».

## Antecedentes
A causa del movimiento huelguístico que sacudió el norte de España en 1962, ETA se percató de la importancia del movimiento obrero y trató de acercarse a él. Las incipientes Comisiones Obreras pidieron la readmisión de los despedidos por los paros. En consecuencia, la II Asamblea de ETA celebrada en 1963 había decidido la creación de un Frente Obrero que realizó una esforzada labor propagandística. El Frente Obrero apoyó con entusiasmo las reivindicaciones laborales y utilizó su servicio de propaganda para imprimir y distribuir once mil octavillas en octubre de 1963. ETA fue una de las organizaciones que en 1963 participaron en la creación del Comité de Coordinación Industrial de Bilbao, que llegaría a organizar una manifestación en dicha ciudad el 1 de mayo de 1964 sin que se registraran incidentes con la policía debido a un cierto aperturismo del régimen. Pese a todo, el antimarxismo seguía predominando en la organización.
El 15 de febrero de 1964 ETA colocó varias bombas en edificios oficiales. Por otro lado, en esta época se experimentaron importantes cambios en el País Vasco. Hubo un renacimiento cultural del vascuence y, por primera vez desde la guerra civil, el 29 de marzo se celebró el Aberri Eguna en España.
La llamativa actividad de ETA provocó la pronta reacción policial, que ocasionó un nuevo desmantelamiento de la organización independentista. Como consecuencia, y al igual que ocurriera con la Primera Asamblea, el creciente número de militantes del exterior promovió la celebración de una nueva asamblea encaminada a la reorganización. Esta se celebró entre abril y mayo de 1964.

## Vasconia

### El libro

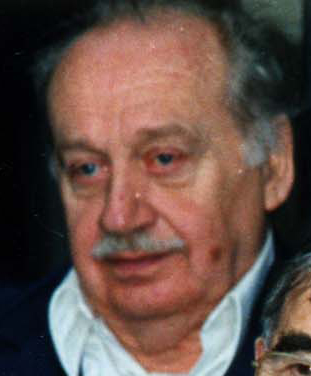
El libro de Federico Krutwig —en la foto, en 1989— tuvo una gran repercusión en ETA.

En 1963 Federico Krutwig publicó en Buenos Aires su voluminoso libro Vasconia. Estudio dialéctico de una nacionalidad bajo el seudónimo de Fernando Sarrailh de Ihartza. En sus 638 páginas se aprecian las influencias del nacionalismo de Sabino Arana, del nacionalismo germánico y de las nuevas corrientes etnicistas surgidas por entonces en Europa. Krutwig diferencia los conceptos de etnia y nación; la segunda solo surge —según él— cuando la etnia adquiere una conciencia de sí misma y una voluntad de autorregirse. Los factores que enumera para que se pueda hablar de etnia diferenciada son la lengua, la mentalidad y cultura, la religión, la raza y los factores económicos y sociales. Pero sustituye la raza por la lengua como principal factor étnico, y le da a esta un apoyo teórico que ETA no había conseguido alcanzar hasta entonces. Al dar tal importancia a la lengua, ve a los inmigrantes como enemigos potenciales, a los que solo queda la alternativa de ser asimilados. Para ello, considera que el nacionalismo vasco debe ser «progresista».
Vasconia no solo rompe con el nacionalismo vasco tradicional y ruralista; también rompe con el anticomunismo todavía predominante en ETA. Aunque también es clara en él la influencia anarquista, el marxismo es el método «científico» adoptado por Krutwig. Serán los trabajadores asalariados los encargados de dirigir la revolución. Por otro lado, intenta entroncar el comunismo en la tradición vasca, atribuyéndole unas supuestas antiguas raíces históricas en el País Vasco, y rechaza el estalinismo que atribuye todavía a los comunistas españoles.
El libro ofrece a ETA nuevos planteamientos alejados del nacionalismo sabiniano. Ataca la tradicional concepción rural e intenta acercarse a la realidad del mundo urbano contemporáneo, vinculándose a las líneas ideológicas progresistas del momento. Para Krutwig hay que mirar al futuro y no al pasado, poniendo el acento en la lengua, el euskera, que debe recibir influencias externas para ser una herramienta útil. Tras realizar un somero análisis de la sociedad vasca, considera que el marxismo ofrece el mejor apoyo ideológico para el nacionalismo vasco.
Vasconia asimila la lucha independentista vasca con la de la liberación del Tercer mundo pese a las evidentes diferencias existentes entre la situación del País Vasco y las colonias, y considera que la historia demuestra que la lucha por la independencia nacional exige seguir el camino de la «lucha armada». Aunque el paralelismo hecho por Krutwig entre España y países tan diferentes ha sido duramente criticado por diversos autores, el autor consideraba que las tácticas empleadas por Mao Zedong o por el FLN argelino eran igualmente aplicables en el País Vasco. Krutwig rechaza la postura de quienes basan su táctica en la negociación, pues considera que esta solo es útil tras hacer uso de las armas. Opina que pretender silenciarlas antes de tiempo es propio de un «pueblo sometido».
Krutwig sustituye el racismo aranista por un etnicismo que, al igual que aquel, considera a la población vasca superior a los inmigrantes. También pretende actualizar el nacionalismo vasco a la realidad de los tiempos, aunque acaba defendiendo un nacionalismo de tipo tercermundista. Pero la ambigüedad de su obra permitirá que sea aceptada por las diversas corrientes etarras. Cada una de ellas ve en el libro aquello que desea ver.

### Recepción por ETA
Ya en el Zutik! de octubre de 1963 se afirmaba que Vasconia suponía una «saludable evolución del patriotismo vasco». En el ejemplar de noviembre fue el propio Txillardegi quien comentó el libro con mayor detenimiento. Aunque criticó el trato injusto dado a los nacionalistas que lucharon en la Guerra Civil, resaltó como aspectos positivos la importancia dada a la cuestión lingüística, la exigencia de que el nacionalismo vasco fuera progresista y libre de racismo, o la necesidad de hacer una política «vasca», y no «vasco-española» o «vasco-francesa». Sin embargo, omitió referencias a la postura pro marxista del libro o la defensa de la guerra revolucionaria.
No todo el contenido de Vasconia fue admitido por los militantes de ETA. Por ejemplo, los exagerados límites geográficos que Krutwig señala para su Vasconia —que incluyen desde Burdeos hasta las cercanías de Soria y Zaragoza— no fueron tomados muy en serio. Pero sí les sirvió para renovar el anticuado discurso nacionalista abandonando impopulares ideas racistas. El mensaje, sin embargo, era a la postre tan intransigente como el antiguo, pues quienes no hablaban euskera no tenían cabida en la comunidad nacional vasca.
Aunque ETA seguía siendo minúscula, obtuvo publicidad gratuita gracias al semanario franquista El Español. Este publicó el 22 de febrero de 1964 un artículo titulado «Los delirios del separatismo» en el que definía al grupo vasco como el sector radical del Partido Nacionalista Vasco (PNV) y comentaba el Vasconia, al que definía como la biblia de ETA. El PNV no tardó en negar cualquier vínculo con la organización armada.

## La insurrección en Euskadi
La sexta parte de Vasconia —«Bellica»— intenta asimilar las tácticas militares seguidas por el Frente de Liberación Nacional de Argelia para exponer los principios de la guerra revolucionaria. Critica las tácticas seguidas hasta entonces por ETA como propias de aficionados. Ya a finales de 1963, con la organización prácticamente desarticulada por la acción policial, Julen Madariaga se había hecho eco de las ideas de Krutwig en el Cuaderno de formación número 20. Amplió la base a otras guerras de liberación distintas de la argelina y la desarrolló algo más.
La Asamblea aprobó este panfleto de tono misticista que explicaba las causas y particularidades de la «guerra revolucionaria» contra España. Pero sus posibilidades prácticas eran muy escasas y lo harían inaplicable. Sin embargo, publicado tras la Asamblea con el título La insurrección en Euzkadi, inculcó en los militantes de ETA un optimismo y una ideología que serían determinantes en el futuro.

## Organización
En el aspecto organizativo, se acordó crear los hirurkos, células compuestas por tres militantes absolutamente separadas del resto. También se creó la figura del «liberado», ocupado por completo en el trabajo para ETA sin tener empleo o estudios al margen de su actividad militante.

## Relaciones externas

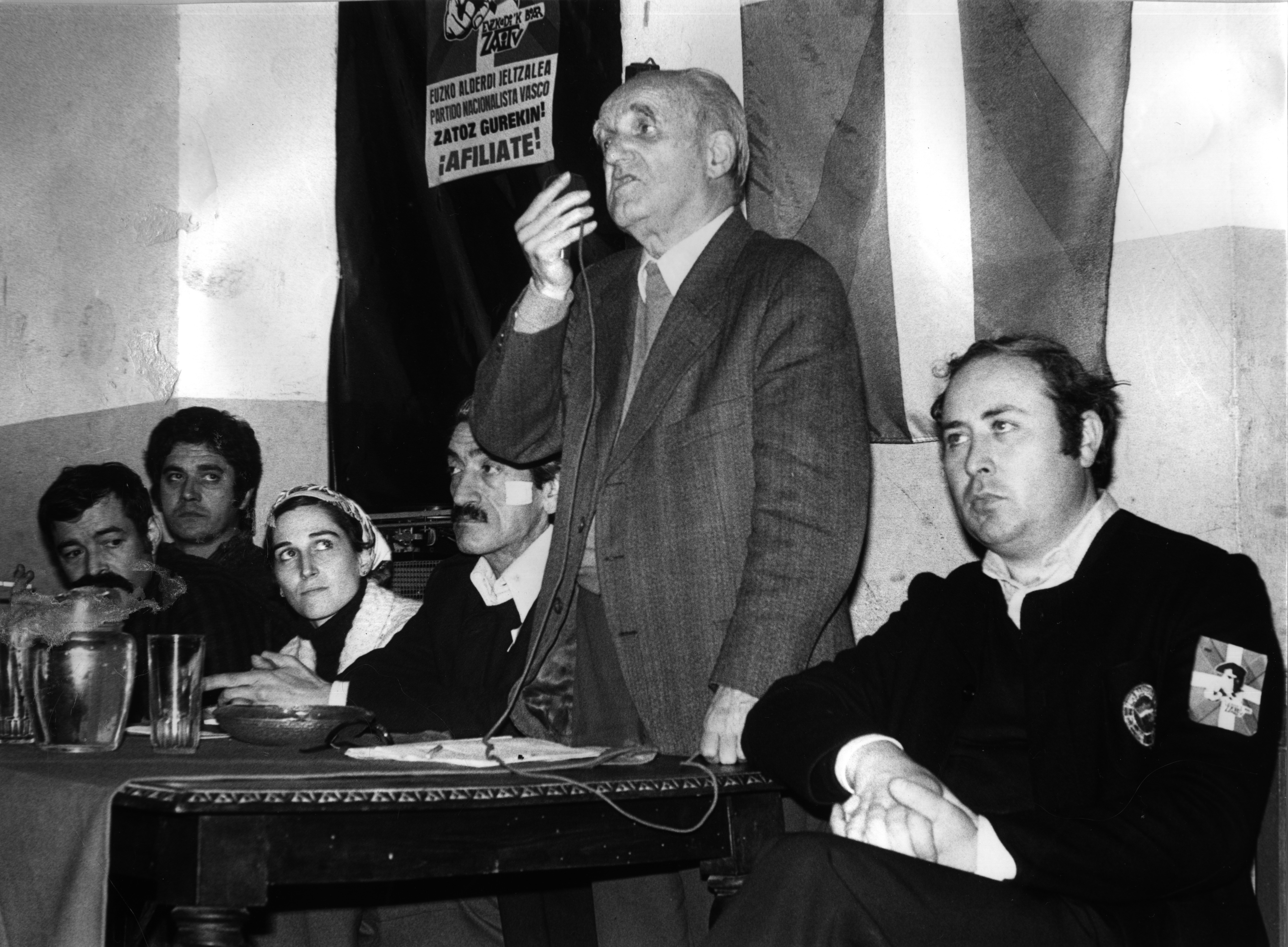
El enfrentamiento con el PNV dirigido por Ajuriaguerra fue total.

En lo relativo al Partido Nacionalista Vasco (PNV), se decidió que su actuación era contraria al objetivo de la «Liberación Nacional» y que había que destruirlo. La Asamblea supuso, así, un nuevo paso en la separación del tronco común nacionalista. La postura del líder del PNV, Ajuriaguerra, seguía siendo de total hostilidad hacia ETA, acusándola de comunista, calumniadora y mentirosa. Los intentos de Txillardegi por acercar posturas con otros dirigentes del partido fueron infructuosos.
Por el contrario, se acordó reforzar las relaciones con el sindicato nacionalista Solidaridad de los Trabajadores Vascos (STV). En cuanto a la organización francesa afín Enbata, se acordó intentar su «endurecimiento» mediante cursillos de formación y otras actividades.

## Trascendencia
La Asamblea supuso la definitiva radicalización de ETA a consecuencia de adoptar la ponencia «La insurrección en Euskadi», que suponía la opción por la creación de una guerrilla de tipo tercermundista y anticolonialista. No obstante, el texto resultó inoperante por su falta de aplicación a la realidad social y nació muerto desde un punto de vista operativo.
Conllevó también la ruptura definitiva con el Partido Nacionalista Vasco, cuyo nacionalismo fue definido como «burgués», mientras que el de ETA era «antiimperialista» y «anticapitalista». Sin embargo, la organización hizo después un llamamiento a la creación de un Frente Patriótico que integrara a todas las fuerzas nacionalistas y convocó una reunión el 20 de junio de 1964 a la que no asistieron PNV, ANV ni STV.
Por otra parte, se reforzó la tendencia obrerista y la organización se deslizó cada vez más hacia la izquierda. En el Zutik! del mismo mes de mayo de 1964 se publicó el artículo «Del pueblo vasco», de Patxi Iturrioz. En él se utilizaba una terminología netamente marxista, se distinguía entre nacionalismo «burgués» y nacionalismo «popular» y se enfatizaba la necesidad de vincular la lucha por la liberación nacional con la defensa de los intereses de los trabajadores.
Pero simultáneamente se consolidó la tendencia tercermundista, que planteaba la necesidad de una guerra de liberación total contra España en la que no se dejaba espacio para la neutralidad. La violencia se contemplaba en este sector como un medio imprescindible para conseguir la independencia. A partir de este momento, la forma de proceder de ETA comenzó a cambiar de forma significativa. De la colocación de banderas vascas y la realización de pintadas callejeras se pasó a actuaciones más violentas: denuncias de supuestos «chivatos» exigiendo su marginación social y el boicot de sus negocios, apaleamientos de maestros franquistas o requerimiento de dinero a familias nacionalistas adineradas.
En cuanto a la apuesta por la guerra revolucionaria, aunque resultó ineficaz en sí misma a corto plazo, puso las bases sobre las que se asentaría años más tarde la estrategia de «acción-represión-acción».
César Vidal, autor claramente crítico con la organización, considera que la III Asamblea supuso un giro para ETA que marcó su visión tercermundista de forma permanente hasta el siglo XXI. También considera importante la adopción de la figura del liberado, con dedicación plena a la organización.